# Гривице
Гривице су насељено мјесто у Босни и Херцеговини у општини Бановићи које административно припада Федерацији Босне и Херцеговине. Према попису становништва из 1991. у насељу је живјело 1.743 становника.

## Становништво
| Националност       | 1991.          | 1981.          | 1971.          |
| Муслимани          | 1.686 (96,72%) | 1.729 (96,48%) | 1.630 (98,01%) |
| Срби               | 4 (0,22%)      | 4 (0,22%)      | 17 (1,02%)     |
| Хрвати             | 1 (0,05%)      | 0              | 2 (0,12%)      |
| Југословени        | 17 (0,97%)     | 53 (2,95%)     | 7 (0,42%)      |
| остали и непознато | 35 (2,00%)     | 6 (0,33%)      | 7 (0,42%)      |
| Укупно             | 1.743          | 1.792          | 1.663          |